# Léon Geille de Saint-Léger
Léon-Marie-Casimir Geille de Saint-Léger, né le 6 décembre 1863 à Alger, où il est mort le 9 novembre 1937, est un peintre et dessinateur orientaliste français.

## Biographie
Geille de Saint-Léger est le petit-neveu du graveur Amédée Félix Barthélemy Geille, arrière-petit-neveu de la femme de lettres Anne-Hyacinthe Geille de Saint-Léger, et petit-cousin de la peintre uruguayenne Renée Geille Castro de Sayagués Lasso.
Il suit les cours d'Hippolyte Dubois au conservatoire de cette ville, puis est envoyé comme boursier aux Beaux-Arts de Paris, où il a notamment pour maître Jules Lefebvre, Luc-Olivier Merson, Henri Lehmann et Adrien Demont.
En 1889, il est chargé de la décoration peinte du café Maure dans le cadre de l'Exposition universelle de Paris.
Il expose de 1893 à 1901 au Salon des artistes français, où il expose des paysages inspirés de la Normandie, la Bretagne et l'Algérie ; ayant un atelier parisien, il réside au début du siècle à la Cité fleurie,.
Ses œuvres sont exposées au musée national des Beaux-Arts d'Alger et de Constantine.